# Marian Buch
Marian Buch, pierwotnie Mojżesz Buch, ps. Marek (ur. 23 marca 1915, zm. 22 maja 1984 w Warszawie) – polski działacz komunistyczny żydowskiego pochodzenia, z zawodu księgowy.

## Życiorys
Urodził się w rodzinie żydowskiej, jako syn Zygmunta i Reginy. Podczas II wojny światowej został przesiedlony do białostockiego getta, po ucieczce z którego wstąpił do żydowskiego oddziału partyzanckiego Forojs (z jid. Naprzód). Po zakończeniu wojny członek PPR i PZPR. W 1948 został odznaczony Krzyżem Srebrnym Orderu Virtuti Militari. W latach 1950–1968 pracownik Ministerstwa Handlu Zagranicznego.
Zmarł w Warszawie. Został pochowany na cmentarzu komunalnym Północnym na Wólce Węglowej (kwatera E-VII-1, rząd 5, grób 10).